# Tracy Caulkins
Tracy Anne Caulkins Stockwell (Winona, 11 de janeiro de 1963) é uma ex-nadadora dos Estados Unidos, ganhadora de três medalhas de ouro em Jogos Olímpicos.
Era cotada para ganhar medalhas nos Jogos Olímpicos de Moscou em 1980, mas devido ao boicote americano aos jogos, só as obteve quatro anos depois, em Los Angeles 1984.
Em piscina olímpica, Caulkins foi recordista mundial dos 200 metros medley e dos 400 metros medley entre 1978 e 1980.
Entrou no International Swimming Hall of Fame em 1990.